# Diána Németh
Diána Németh (31 augustus 2004) is een voetbalspeelster uit Hongarije. Ze speelt als verdediger voor VfL Wolfsburg in de Bundesliga.

## Clubcarrière
Németh begon met voetballen op zesjarige leeftijd bij Pomázi Focisuli SE. Ze was actief in jeugddivisies in het seizoen 2015/16. Tot augustus 2017 kwam ze uit voor Pomázi Focisuli SE. De rest van haar jeugdjaren kwam ze uit in de jeugdopleiding van Ferencváros TC.
Németh maakte haar profdebuut voor Soroksár SC tijdens het seizoen 2020/21. Na dat seizoen keerde ze terug bij Férencvarosi TC op 12 augustijn 2021.
In de winterstop van het seizoen 2023/24 werd Németh gecontracteerd door Duitse Bundesligaclub VfL Wolfsburg. Op huurbasis maakte ze het seizoen af in de Hongaarse hoofdstad bij Férencvarosi TC.
Op 28 mei 2025 tekende Németh een contract bij competitiegenoot RB Leipzig tot medio 2028.

## Statistieken
| Seizoen | Club          | Land      | Competitie | Wedstrijden | Doelpunten |
| ------- | ------------- | --------- | ---------- | ----------- | ---------- |
| 2023/24 | VfL Wolfsburg | Duitsland | Bundesliga | 2           | 0          |
| 2024/25 | VfL Wolfsburg | Duitsland | Bundesliga | 3           | 0          |
| Totaal  | Totaal        | Totaal    | Totaal     | 5           | 0          |

Bijgewerkt t/m 28 mei 2025.

## Interlandcarrière
Németh maakte haar debuut voor het Hongaarse nationale team op 21 oktober 2021 in een WK 2023 kwalificatieduel tegen Schotland.